# Myseost
Myseost (norsk: brunost, svensk: mesost) er en fællesbetegnelse for oste som laves af valle fra gede- og/eller komælk og som har en brunlig farve.
Myse er norsk for valle. Den brunlige farve stammer fra karameliseringen af laktose.

## Beskrivelse
Egentlig er brunosten ikke en ost, fordi den er lavet af valle og ikke af ostemasse som de gule oste. Brunosten er halvfast og har smagsnuancer af chokolade og karamel. Smagen er ofte både kraftig, skarp og sød. I Danmark er Gudbrandsdalsosten den mest kendte og kan købes i større danske supermarkeder og hos ostehandlere.
For mange nordmænd er brunost et nationalikon. Hos Den norske Sømandsmision har brunosten været et fast indslag på vaflerne i alle sømandskirkerne rundt omkring i verden. Omkring 30 % af al ost, som spises i Norge, er brunost.

## Produktion
Man laver brunost ved at tilsætte mælk og fløde til vallen. Denne blanding bliver kogt forsigtigt i flere timer så vandet fordamper. Valle indeholder meget mælkesukker, der karameliserer delvist under produktionen og giver osten den typiske farve. De fleste brunoste laves af en blanding af komælk og gedemælk: nogle varianter laves af en af delene.

## Anvendelse
Osten skæres med en fast ostehøvl og er mest brugt som pålæg, men kan også bruges i sovs, ofte sammen med enebær.
Man kan også få vafler med en skive brunost.

## Historie
Traditionelt blev vallen kogt på gårdene i jerngryder, og derfor blev brunost også en vigtig jernkilde i den norske kost. Ifølge Norsk Lægeforening svarede det til 16 mg jern pr. 100 g brunost. Med den moderne produktionsbrug af aluminiums- og stålkar faldt jernindholdet til under 0,5 mg jern pr. 100 gram. For igen at øge befolkningens jerntilskud blev der fra 1944 tilsat jern i brunosten som forebyggende medicin. Denne praksis varede frem til den 1. september 2001, da det norske Statens næringsmiddeltilsyn besluttede, at det ikke længere var nødvendigt.

## Links
- TINE ( om brunosten Arkiveret 5. februar 2007 hos  Wayback Machine
- Synnøve Finden om brunosten
- Slutt på jern i brunosten